# Delega di pagamento
La delega di pagamento è un prestito concesso a un lavoratore dipendente, estinguibile mediante il trattenimento di quote dalla retribuzione mensile.
Le trattenute vengono versate al soggetto finanziante da parte del datore di lavoro, cui è stato conferito il relativo mandato irrevocabile da parte del lavoratore dipendente.
Affinché si possa perfezionare il prestito con delega effettuata da parte di una amministrazione statale è necessario che, preliminarmente, venga stabilita convenzione da parte del soggetto erogante con l'amministrazione di appartenenza. Le amministrazioni parastatali e le società a partecipazione maggioritaria da parte dello Stato, generalmente assumono gli incarichi di delegazione per prestiti anche in assenza di convenzione. Negli altri casi, l'accettazione è discrezionale da parte dell'azienda.

## Finanziamento
Il finanziamento assistito da delega di pagamento può essere affiancato alla cessione del quinto. Tuttavia i finanziamenti con rimborso tramite delega di pagamento devono essere contenuti nel limite del 50% dello stipendio mensile netto, oppure a discrezione dell'azienda.

## Caratteristiche del finanziamento
- la domanda di finanziamento è a firma singola e per avere efficacia, deve essere necessariamente accettata dal datore di lavoro;
- non occorre motivare la richiesta di finanziamento o presentare alcun giustificativo di spesa;
- la rata che il cliente decide di pagare è fissa e costante per l'intera durata del prestito quindi non varia al variare dei tassi, in quanto si tratta di un finanziamento che prestabilisce rata e durata;
- il finanziamento può essere concesso anche a chi abbia avuto in precedenza problemi di credito nel circuito bancario, con pignoramenti o protesti in corso ed anche in presenza di altri impegni finanziari;
- l'operazione è sempre assistita da garanzia assicurativa contro il rischio morte e di perdita dell'impiego;
- sono finanziabili anche clienti che hanno appena acceso una cessione del quinto e non hanno disponibilità di TFR: l'assunzione minima però deve essere di almeno 24 mesi per i dipendenti di società di capitali.

## Fonti normative
- Decreto del presidente della Repubblica 5 gennaio 1950, n. 180, in materia di "Approvazione del testo unico delle leggi concernenti il sequestro, il pignoramento e la cessione degli stipendi, salari e pensioni dei dipendenti dalle pubbliche Amministrazioni."